# Digimon Adventure 02: Tag Tamers
Digimon Adventure 02: Tag Tamers est un jeu vidéo de rôle de Bandai pour la WonderSwan. Il a été commercialisé le 3 août 2000. Le jeu est basé sur la franchise de médias Digimon, dans lequel des digisauveurs traversent le digimonde pour aider les bons Digimon à combattre les mauvais.

## Synopsis
Le jeu démarre lorsque Ryo rend visite à Ken Ichijouji dans sa chambre. Ils assistent à la défaite de Diaboromon par Omnimon sur internet, et Veemon (bien avant d'être le partenaire de Davis) apparaît de l'ordinateur par le biais du D-3 de Ryo. Diaboromno refait surface dans le digimonde et Ryo est appelé à le détruire. Ken le suit, et il reste dans le village d'Elecmon sous la garde de Taichi et Agumon en attendant le retour de Ryo. Le Diaboromon, se cachant sous la base de Devimon, est facilement détruit grâce à la force de Veemon. Millenniumon se montre après avoir révélé qu'il attendait Ryo et que le Diaboromon n'était qu'un leurre pour faire retourner Ryo dans le digimonde. Il détruit la montagne et, par la même occasion, brise le digimonde en deux.

## Développement
Tag Tamers est développé et publié par Bandai (actuellement Namco Bandai Games) en tant que dernier jeu Digimon sur console WonderSwan. Il est commercialisé le 3 août 2000.